# 雙角副䲁
雙角副䲁（學名：Parablennius cornutus），為輻鰭魚綱鳚形目䲁科副䲁屬的一種，分布於東南大西洋納米比亞到南非的索德瓦納灣北部海域，背鰭硬棘11-12枚、背鰭軟條16-20枚、臀鰭硬棘2枚、臀鰭軟條16-23枚，體長可達15公分，棲息在沿海淺水域，雌魚產附著性卵，雄魚有護卵行為，幼魚為浮游性，生活習性不明。